# Condado de Boone (Nebraska)
O Condado de Boone é um dos 93 condados do estado norte-americano de Nebraska. A sede do condado é Albion, que é também a sua maior cidade. O condado tem uma área de 1779 km² (dos quais 2 km² estão cobertos por água), uma população de 6259 habitantes, e uma densidade populacional de 3,7 hab/km² (segundo o censo nacional de 2000). Foi fundado em 1871.